# ヨーロッパの高齢化

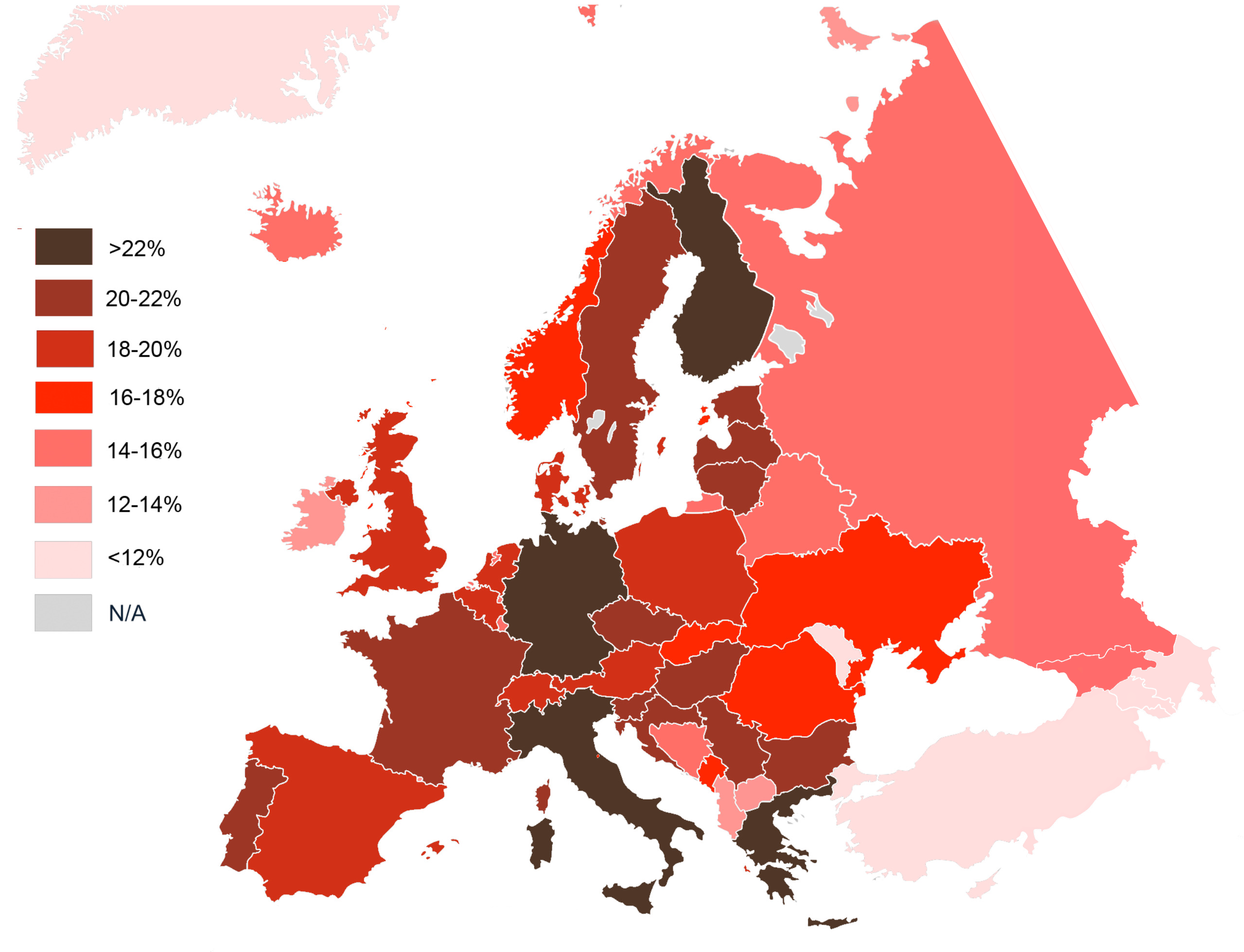
65歳以上人口の割合（2020年）

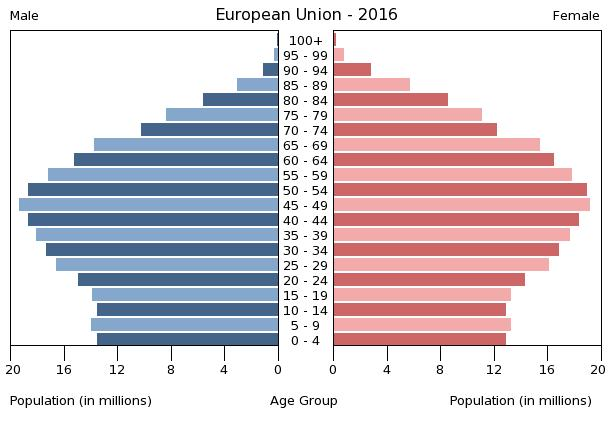
ヨーロッパ連合（EU）の人口ピラミッド（2016年）

ヨーロッパの高齢化（Ageing of Europe）は、出生率の低下、死亡率の低下、平均寿命の成長を特徴とする人口現象。 低出生率と高い平均寿命は、ヨーロッパの人口ピラミッドの形の変化に貢献してきた。最も重要な変化は、はるかに古い人口構造への移行であり、その結果、退職した人口の数が増加する一方で、労働年齢の割合が減少します。 戦後のベビーブーム世代の割合が増加し、引退するなど、高齢者の総数は今後数十年以内に大幅に増加すると予測されています。 これは、高齢者人口の増加につながるため、労働年齢人口に大きな負担をかけることになります。